# Grimoald I (książę Benewentu)
Grimoald I (ur. ok. 610 – zm. 671) – książę Benewentu w latach 651–662 i król Longobardów w latach 662–671.
Urodzony prawdopodobnie przed 610 jako syn księcia Friuli Gisulfa II i bawarskiej księżniczki Ramhildy, córki księcia Bawarii Garibalda I, został po śmierci swego brata Radoalda (646–651) księciem Benewentu. Przedtem był razem z Radoaldem regentem swego umysłowo nieporadnego przybranego brata Aiulfa I od 642 aż do sukcesji Radoalda. Poślubił księżniczkę Teodotę, córkę króla Ariperta I. Ich synem był Garibald.
Po wezwaniu na pomoc przez króla Godeperta w wojnie z jego bratem królem Perctaritem w 662, Grimoald przekazał Benewent swemu starszemu synowi Romualdowi I (662-677) i odrzuciwszy braterskie przeszkody do godności królewskiej z pomocą Garibalda księcia Turynu zabił Godeperta a Perctarita zmusił do ucieczki. Odesłał żonę Perctarita i jego syna Cuniperta do Benewentu i przejął królestwo Longobardów. Wtedy też szybko poślubił siostrę Godeperta, by spowinowacić się z dynastią bawarską Teodelindy.
Jego wojskowa sprawność i umiejętności na polu bitewnym zapewniły mu zwycięstwo w licznych wojnach granicznych. Osobiście prowadził swe wojska do zwycięstwa w walce z Bizancjum pod rządami cesarza Konstansa II w czasie oblężenia Benewentu, gdzie oblegany był młody Romuald, który zaręczył z Konstansem swą siostrę Gisę. Potem Romuald zdobył Tarent i Brindisi, znacznie ograniczając wpływy Bizancjum w regionie podczas buntu Mezeziusa w Sycylii, który rozproszył siły bizantyjskie po śmierci Konstansa. Grimoald osobiście przejął od Greków Forlì 
na północy i zrównał z ziemią Oderzo (ale nie zajął go), gdzie przed laty zamordowano jego braci Tasso i Kakko. Zajęcie Forlì nastąpiło w czasie Wielkanocy i wiązało się z wymordowaniem wiernych w czasie świętowania, co przyniosło mu hańbę.
W czasie gdy walczył z Bizantyjczykami w rejonie Mezzogiorno, pozostawił księcia Lupusa jako regenta na północy. Lupus uzurpował sobie całą władzę i zbuntował się, został jednak zgnieciony, a jego księstwo splądrowane i zniszczone z pomocą Awarów. Grimoald odnalazł Arnefrita, ambitnego syna Lupusa, z jego słowiańskimi sojusznikami i pokonał go pod Nimis. Arnefrit zginął w bitwie. Grimoald osadził we Friuli Wechtara, zaciekłego wroga Słowian.
Grimoald pokonał Franków, którzy zaatakowali w czasie niepełnoletności Chlotara III. Grimoald sprzymierzył się z Perctaritem pod Asti i z Awarami, których zakładnikiem był w młodości. Uratował północnowschodnie Włochy przez pokonanie słowiańskich plemion i utrzymał wewnętrzny porządek dzięki stłumieniu buntów baronów i autonomii księstwa Friuli i księstwa Spoleto, gdzie osadził Trazymunda I.
Pozostał arianinem mimo małżeństwa z katoliczką i zachowywał dystans wobec papiestwa. Jednak uważał świętego Michała — którego kult silnie rozpowszechniał się z Monte Gargano — za wojownika-patrona narodu Longobardów.
Zmarł w 671 po zawarciu traktatu z Frankami, a jego następcą został Perctarit, którego wcześniej wygnał. Był popularnym władcą, mimo że znanym z racji królewskiej szczodrości i miłosierdzia, to także z brutalności i bezwzględności na wojnie. Jego syn Romuald pozostał w Benewencie, który ponownie oddalał się od władzy centralnej, a syn Garibald nie został wybrany na jego następcę z powodu młodzieńczego wieku i został usunięty po trzech miesiącach przez zwolenników kandydatury Perctarita.